# Metheringham
Metheringham – wieś w Anglii, w hrabstwie Lincolnshire, w dystrykcie North Kesteven. Leży 14 km na południowy wschód od Lincoln i 183 km na północ od Londynu.
W 2001 miejscowość liczyła 3384 mieszkańców.